# Colegio Nacional de Arquitectos de Cuba
Colegio Nacional de Arquitectos de Cuba (C.N.A.C.) es una institución nacional cubana que surgió del Colegio de Arquitectos de La Habana

## Historia

### Fundación
Fue fundado en La Habana el 13 de marzo de 1916. Se fundaron las licencias obligatorias de estos profesionales y los Colegios Provinciales de Arquitectos, dando paso en 1933 a la constitución del Colegio Nacional de Arquitectos de Cuba.

## Arquitectura

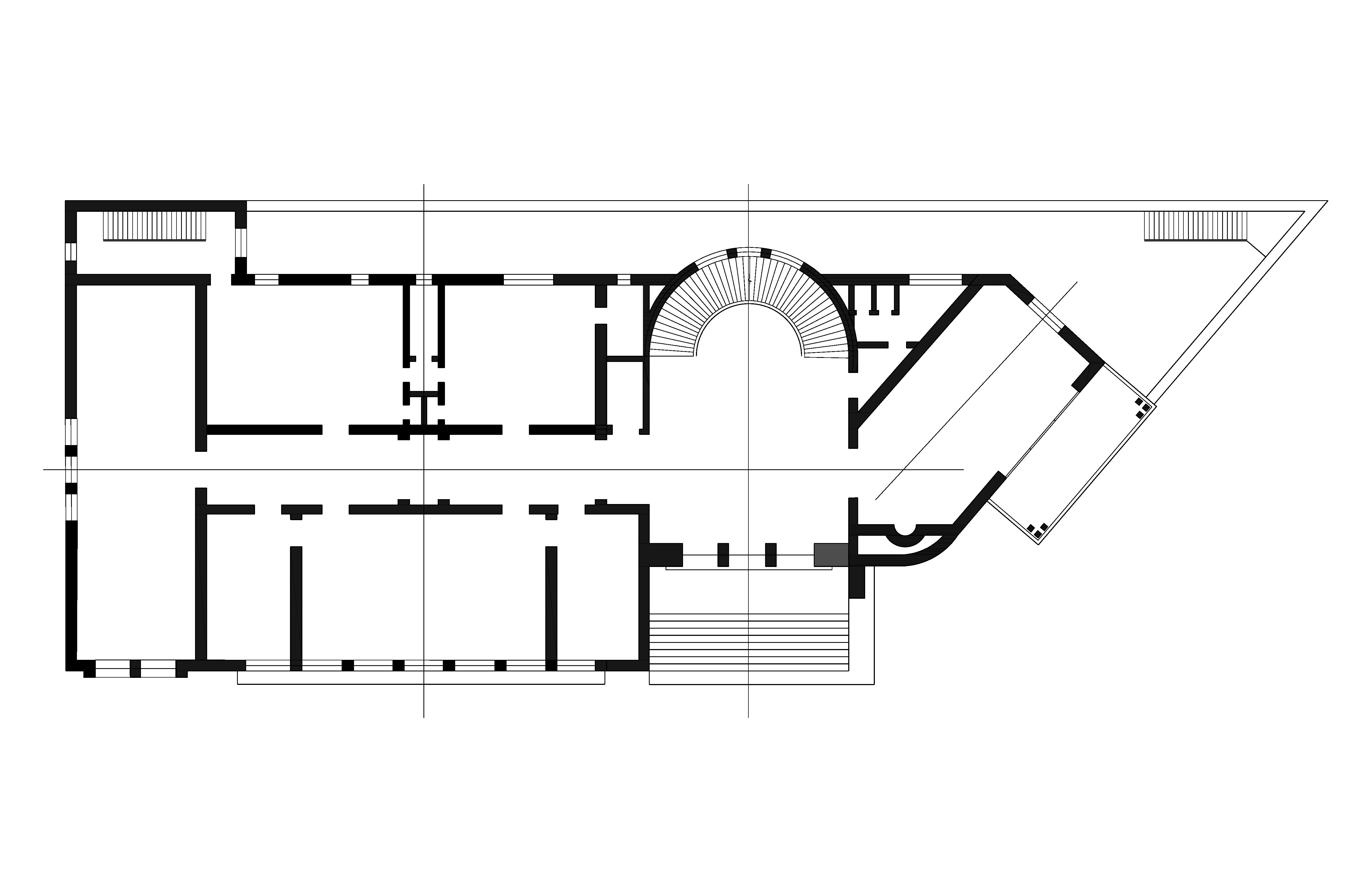
Colegio Nacional de Arquitectos de Cuba. Plan de piso

La circulación del edificio del Colegio Nacional de Arquitectos es a través de un corredor de doble carga. Fue uno de los primeros muros cortina que se utilizó en Cuba. El edificio consta de un semisótano y dos plantas que alberga oficinas, biblioteca, salas de recreación, auditorio y una gran escalera de caracol que forma un gran espacio en tres niveles que se ilumina con luz natural de tres paneles de bloques de vidrio. Tiene varios porches exteriores. En el exterior se utiliza piedra coralina y mármol verde cubano. La parte principal del edificio (auditorio) está cubierta por un techo a dos aguas, el resto del edificio tiene un techo plano.

## Directores
En 1928 la junta estaba formado por Esteban Rodríguez Castells quien fue el primer vicepresidente, Emilio de Soto, el segundo vicepresidente, Miguel Ángel Moenck se desempeñó como tesorero y Alberto Camacho fue el bibliotecario, director artístico de la revista y miembro de la Asesoría Jurídica y Comisión de Publicidad.
Otros miembros fueron los arquitectos Joaquín  Weiss, Enrique Luis Varela, Pedro Martínez Inclán y Pérez Benitoa, quién era un miembro  del Comité de Asuntos Exteriores.
Entre 1950 y 1961 ocuparon la presidencia, René Echarte Mazorra, Pedro Guerra Seguí, Agustín Sorhegui Vázquez, Vicente J. Salles Burell, Horacio Navarrete Serrano y Rodulfo Ibarra Pérez.

## Premio anual

### 1949
Residencia Julia Cueto de Noval. Arquitectos: Mario Romañach y Bosch.

Centro Médico Quirúrgico. Arquitecto: Max Borges.

### 1953
Tropicana Club. Arquitecto: Max Borges Jr.

### 1954
Edificio del Tribunal de Cuentas (hoy sede del Ministerio del Interior). Arquitectos: Aquiles Capablanca Graupera, en colaboración con los arquitectos Germán Hevia, Henry GrifFm y Ramón Cardoso.

### 1955
Casa de Evangelina Aristigueta de Vidaña. Arquitectos: Mario Romañach y Bosch

### 1959
Edificio del Seguro Médico. Arquitecto: Antonio Quintana Simonetti

## Galería

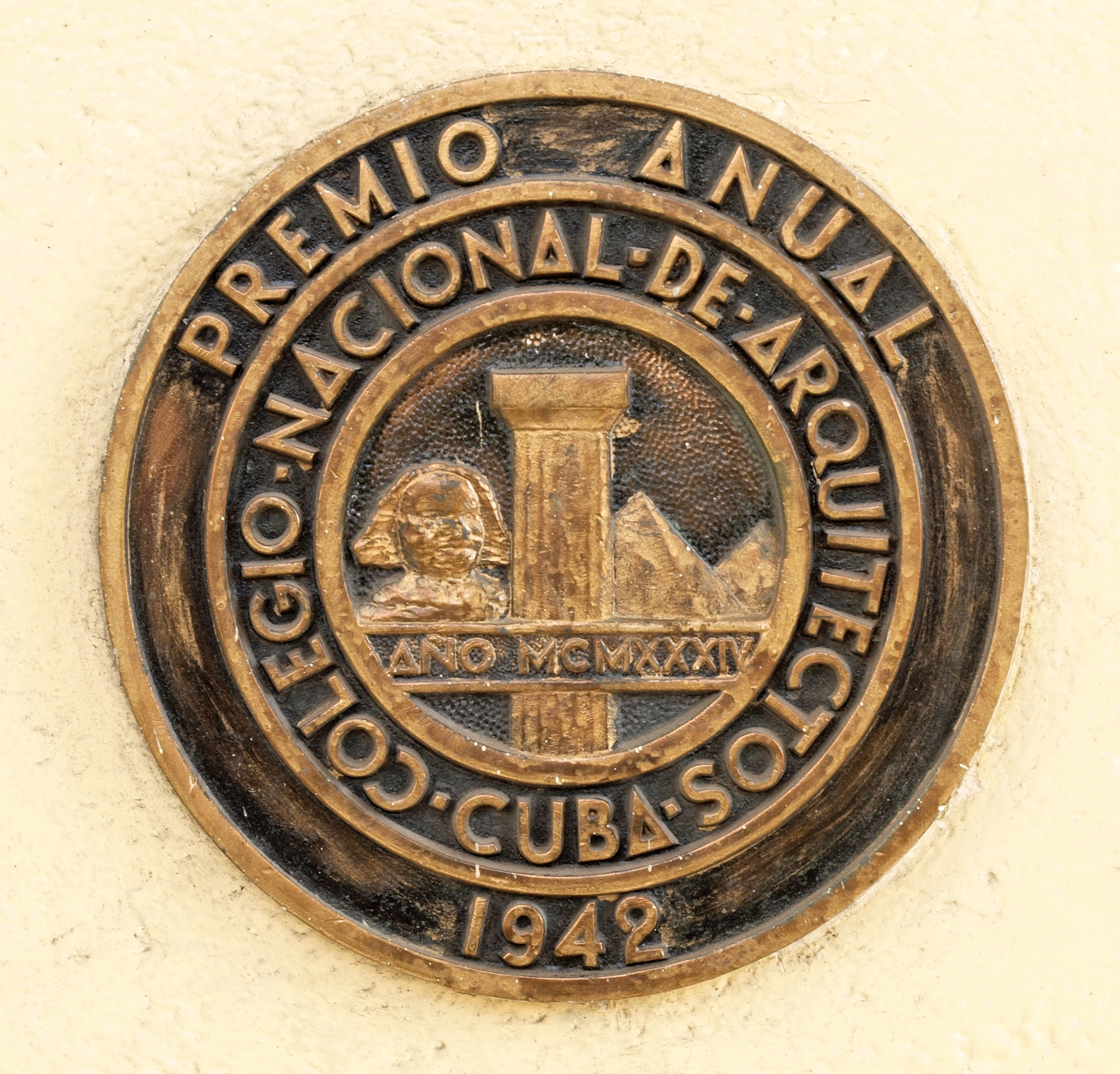
Colegio de Arquitectos Premio, 1942
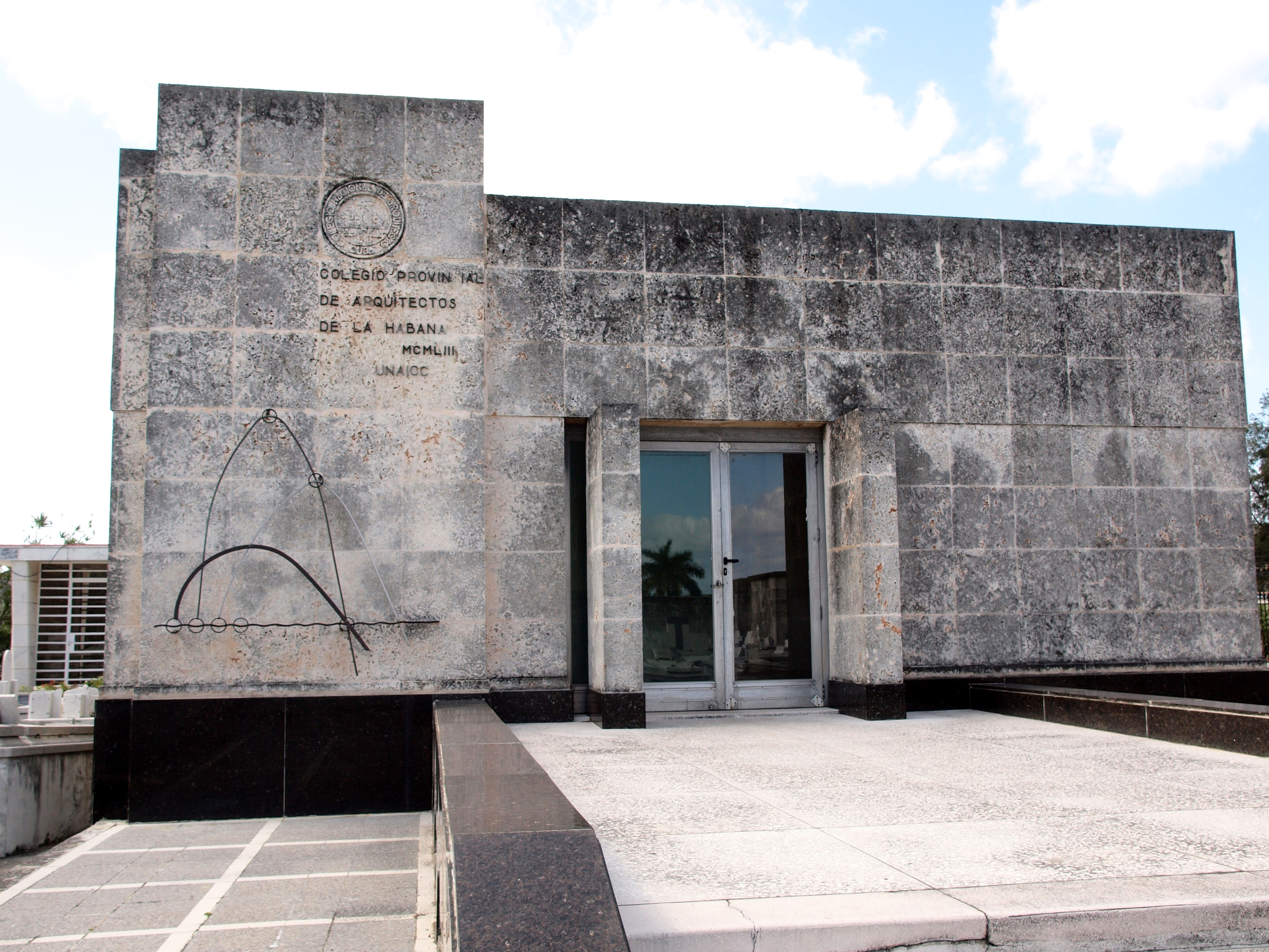
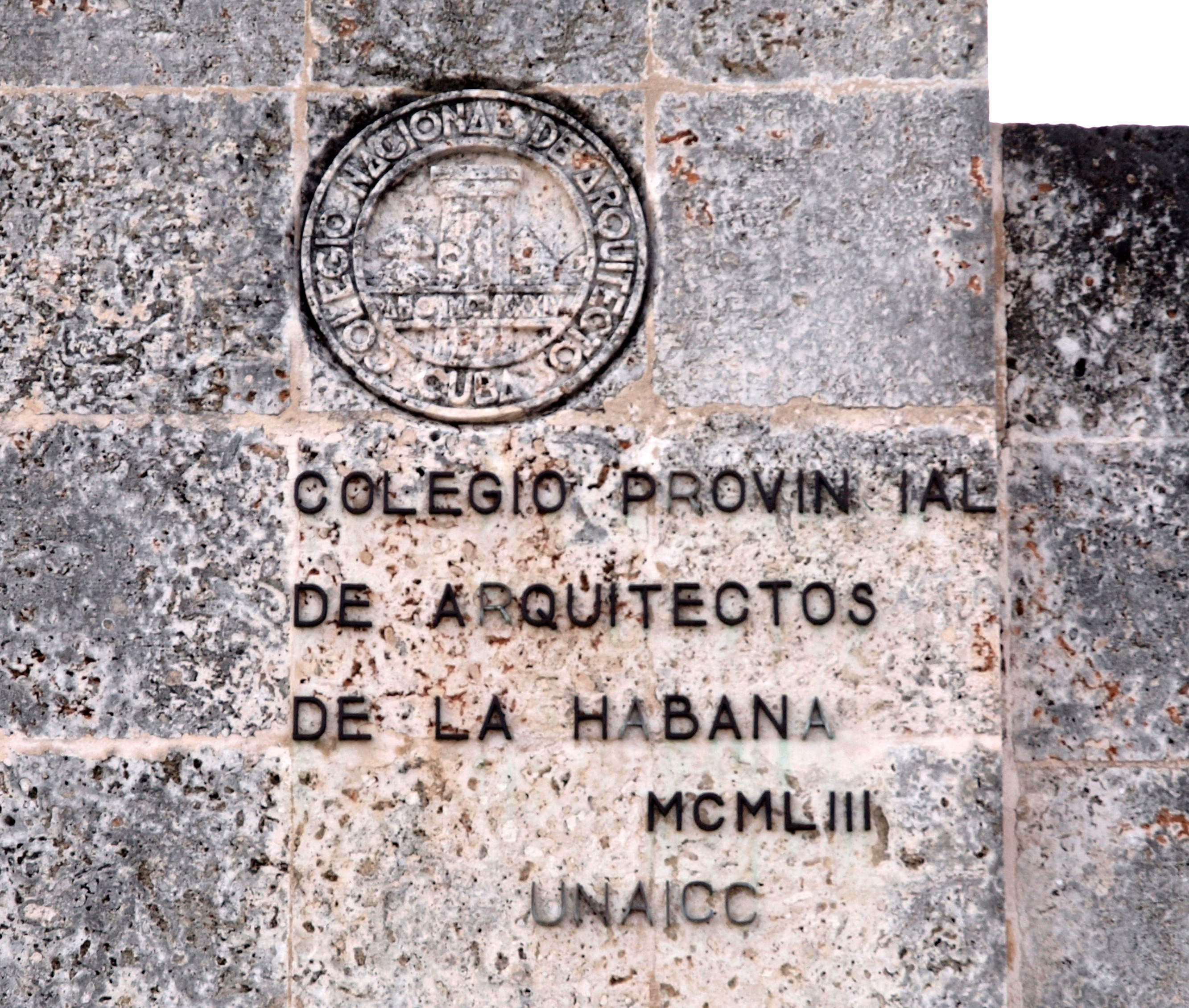

- Datos: Q60748613
- Multimedia: Colegio Nacional de Arquitectos de Cuba (building) / Q60748613